# AYNI Lab Social
Pour l’article homonyme, voir Ayni.
 (octobre 2017).
L'AYNI Lab Social est le laboratoire d'innovation sociale du Ministère du Développement et de l'Inclusion sociale du Pérou (es). Il a été créé en octobre 2016 pour promouvoir la génération d'innovations rentables pour la politique sociale, par l'identification et la mise en œuvre de solutions innovantes visant à améliorer la qualité de vie de la population dans des conditions de pauvreté ou de vulnérabilité,,. C'est le premier laboratoire d'innovation rentable créé officiellement (par Résolution ministérielle) au Pérou. Le président du Pérou, Pedro Pablo Kuczynski, a mentionné la création de l'AYNI Lab Social dans sa conférence sur les progrès et les réalisations du gouvernement dans les 100 jours de sa gestion,.
En plus des spécialistes et de l'équipe technique de l'AYNI Lab Social, le «Groupe de travail» est celui qui a le devoir de guider toutes ses activités. Ce groupe est composé de: le Vice-ministre de la Politique sociale et de l'évaluation (président de l'équipe), le Vice-ministre des Prestations sociales, le Directeur général de la gestion de la qualité des programmes sociaux, le Directeur général de l'articulation ou la coordination des prestations sociales, le Directeur général du suivi et de l'évaluation, le Directeur de l'évaluation et le Chef du bureau de la planification et de l'investissement.
L'AYNI Lab Social cherche à faciliter le développement d'innovations sociales originales, transférables et reproductibles, susceptibles d'être transformées en politiques, rentables et évolutives. Dans ce contexte, le développement des innovations tant institutionnelles que technologiques est abordé. Beaucoup d'innovations institutionnelles utilisent les connaissances de l'économie comportementale et de la psychologie pour obtenir des mécanismes et des solutions rentables; de plus, tous ceux-ci cherchent à être évalués à l'aide de méthodologies expérimentales et d'évaluation d'impact. En ce qui concerne les innovations technologiques, celles-ci ont été abordées sur la base des appels ouverts «Concours d'innovations sociales», promu conjointement avec le Ministère du développement et l'Inclusion sociale du Pérou, le Ministère de la Production du Pérou et Innóvate Perú.